# فرودگاه محلی وست کوتنی
فرودگاه محلی وست کوتنی (به انگلیسی: West Kootenay Regional Airport) یک فرودگاه همگانی باربری با کد یاتا YCG است که یک باند فرود آسفالت دارد و طول باند آن ۱٬۶۱۵ متر است. این فرودگاه در کشور کانادا قرار دارد و در ارتفاع ۴۹۶ متری از سطح دریا واقع شده است.